# 鮑伯·庫西獎
鮑伯·庫西獎（英語：Bob Cousy Award）於2004年創立，為一年一度的籃球獎項。由奈史密斯籃球名人紀念堂負責頒發給全美大學籃球運動員中的最佳控球後衛。這座獎項是以NBA50大巨星中的傳奇控衛鮑伯·庫西命名，他於1951年至1963年在波士頓塞爾提克隊打球，並六度獲得NBA冠軍。
在每一年，這座獎項先由各大學的總教練、美國大學體育資訊總局(College Sports Information Directors of America，CoSIDA)的成員以及國家籃球裁判協會的成員選出一份名單，再由CoSIDA從中選出一份16人名單，其中12人為全美大學體育協會第一級的球員，而第二級與第三級的球員各兩位。最後由奈史密斯籃球名人紀念堂組成30人會議選出得獎者。而這30人會議則是由名人紀念堂、大學教練、體育資訊總局、媒體以及鮑伯·庫西他自己所組成。
第一位得獎者是由來自聖約瑟夫大學的傑米爾·尼爾森。而格雷維斯·瓦斯奎茲則是第一位非美國籍的得獎者。而北卡羅來納州立大學則是得過最多次的大學，分別由雷蒙德·費爾頓、泰·勞森、肯德爾·馬歇爾獲得。

## 得獎者

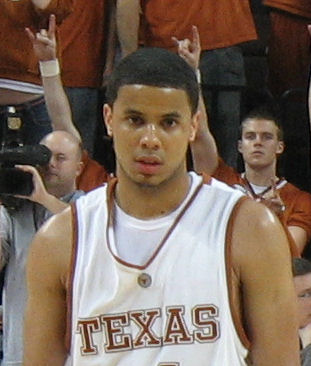
D·J·奧古斯丁

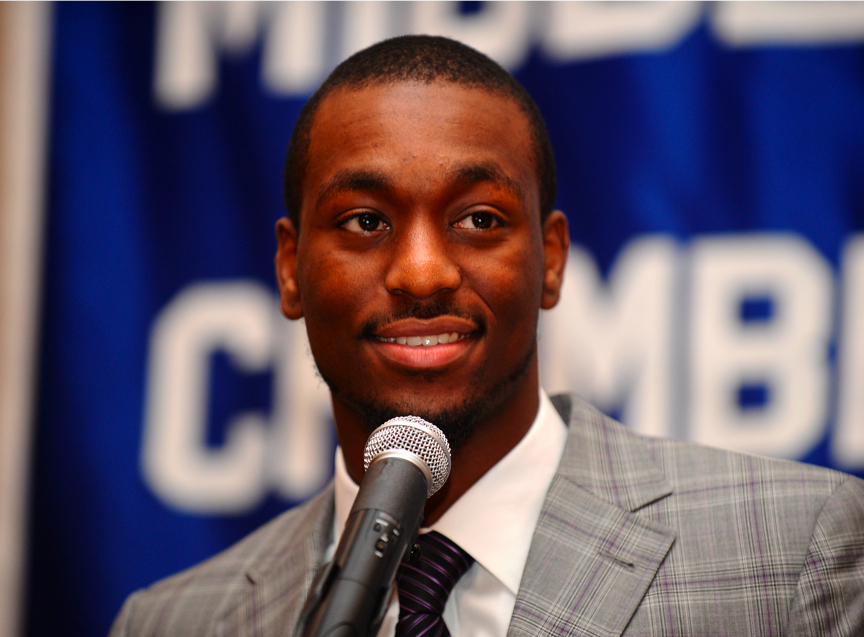
Kemba Walker

| 球季    | 球員              | 學校                     | 年級 |
| ------- | ----------------- | ------------------------ | ---- |
| 2003–04 | 傑米爾·尼爾森     | 聖約瑟夫大學             | 大四 |
| 2004–05 | 雷蒙德·費爾頓     | 北卡羅來納州立大學       | 大三 |
| 2005–06 | 迪·布朗           | 伊利諾大學               | 大四 |
| 2006–07 | 阿西·勞           | 德克薩斯州農工大學       | 大四 |
| 2007–08 | D·J·奧古斯丁      | 德克薩斯州大學奧斯汀分校 | 大二 |
| 2008–09 | 泰·勞森           | 北卡羅來納州立大學       | 大三 |
| 2009–10 | 格雷維斯·瓦斯奎茲 | 馬里蘭大學               | 大四 |
| 2010–11 | 肯巴·沃克         | 康涅狄格大学             | 大三 |
| 2011–12 | 肯德爾·馬歇爾     | 北卡羅來納州立大學       | 大二 |
| 2012–13 | 特雷·伯克         | 密西根大學               | 大二 |
| 2013–14 | 沙巴兹·内皮尔     | 康涅狄格大学             | 大四 |
| 2014–15 | 德隆·怀特         | 犹他大学                 | 大四 |
| 2015–16 | 泰勒·尤利斯       | 肯塔基大学               | 大二 |
| 2016–17 | 弗兰克·梅森三世   | 堪萨斯大学               | 大四 |
| 2017–18 | 贾伦·布朗森       | 维拉诺瓦大学             | 大三 |

## 得獎者的學校
| 學校                     | 得獎次數 | 得獎年份         |
| ------------------------ | -------- | ---------------- |
| 北卡羅來納州立大學       | 3        | 2005, 2009, 2012 |
| 康涅狄格大学             | 2        | 2011, 2014       |
| 聖約瑟夫大學             | 1        | 2004             |
| 伊利諾大學               | 1        | 2006             |
| 德克薩斯州農工大學       | 1        | 2007             |
| 德克薩斯州大學奧斯汀分校 | 1        | 2008             |
| 馬里蘭大學               | 1        | 2010             |
| 密西根大學               | 1        | 2013             |
| 犹他大学                 | 1        | 2015             |
| 肯塔基大学               | 1        | 2016             |
| 堪萨斯大学               | 1        | 2017             |
| 维拉诺瓦大学             | 1        | 2018             |

## 相關連結
- 南希·利伯曼獎：相對於鮑伯·庫西獎，此獎項是頒給女性的。

## 資料來源
一般

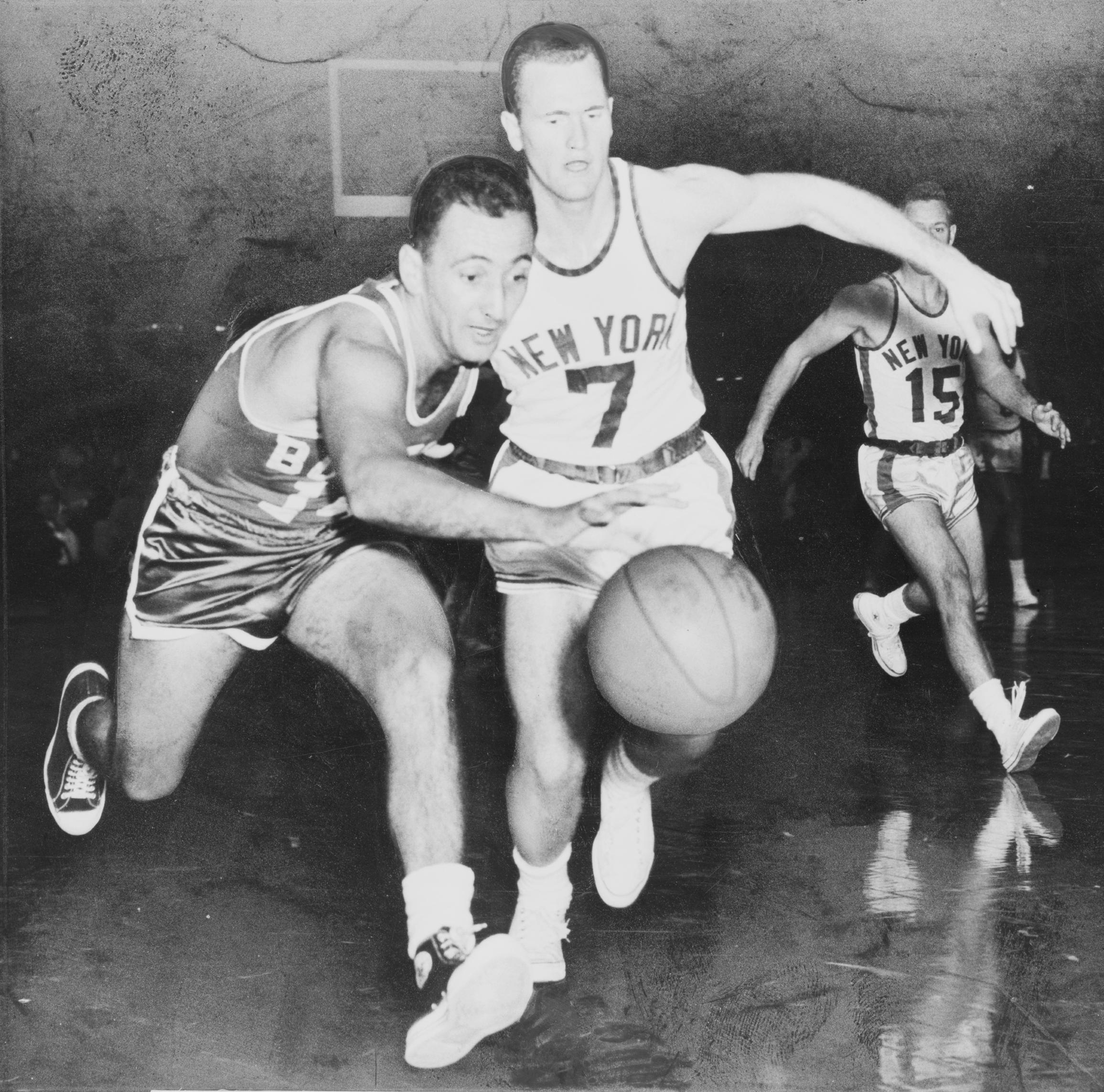
這座獎項是以鮑伯·庫西(左)命名

- . Bob Cousy Award.   [May 4, 2009]. （原始内容存档于2009-04-06）.

內文
1. ↑  . Naismith Memorial Basketball Hall of Fame. April 3, 2008  [May 4, 2009]. （原始内容存档于2008-07-05）.

## 外部連結
- 官方網站